# فلات (أم ربيع)
فلات هي إحدى مشيخات المملكة المغربية، تتبع جغرافيا لإقليم خنيفرة وإداريًا لأم ربيع. يقدر عدد سكانها بـ 1357 نسمة حسب الإحصاء الرسمي للسكان والسكنى لسنة 2004.